# Thelypteris
Thelypteris este un gen de plante din familia Aspleniaceae.